# باولادو
باولادو، (بالإنجليزية: Bauladu)‏، (سردينيا: بولاو) تعني "فورد على نطاق واسع"، وهي بلدية في مقاطعة أوريستانو، في إقليم سردينيا الإيطالي، وتقع على بعد حوالي 100 كيلومتر (62 ميل) شمال غرب كالياري، وحوالي 15 كم (9 ميل) شمال شرق أوريستانو. اعتبارا من 31 ديسمبر 2004، كان عدد سكانها 732 وتبلغ مساحتها 24.2 كيلومتر مربع (9.3 ميل مربع).

## السكان
في سنة 1861 بلغ عدد السكان 626 نسمة، وتطور العدد ليصل في سنة 2011 لـ 703 نسمة.
يظهر هذا المخطط البياني تطور النمو السكاني لـ باولادو